# Emírcio Teixeira Pinto
Emírcio Leão Maria Magno Teixeira Pinto OA • ComA • GOA • M?MM • ComMAI (Vila Pouca de Aguiar, Vila Pouca de Aguiar, 17 de agosto de 1899 — Vila Pouca de Aguiar, Vila Pouca de Aguiar, 21 de abril de 1960) foi um militar, Brigadeiro de Engenharia Militar, e um benemérito da Lavoura Portuguesa enquanto Senhor da Quinta da Pincanceira, uma das figuras de maior destaque do concelho de Mafra no século XX.

## Biografia
Emírcio Teixeira-Pinto nasceu a 17 de agosto de 1899 em Lisboa. Filho dos proprietários  António Augusto Pereira, juiz desembargador do Tribunal da Relação do Porto e da Comendadeira da Ordem de Bememerência Thereza de Jesus Gomes Teixeira e Pereira
Foi casado com Maria Madalena da Cunha Machado (sobrinha-neta de Domingos Dias Machado) e teve três filhos: António Augusto da Cunha Machado Teixeira Pinto (médico), Eduardo Augusto da Cunha Machado Teixeira Pinto (engenheiro) e José Augusto da Cunha Machado Teixeira Pinto (advogado).
Estudou na Faculdade de Ciências de Coimbra e na Escola Militar, onde também viria a ser professor e Comandante (1957-1958).
Exerceu vários cargos, desde o Grémio da Lavoura de Mafra a Vogal da Comissão de Fomento da Junta da Província da Estremadura.
Foi um distinto engenheiro e Oficial General do exército, Chefe da Casa Militar do Presidente Américo Thomaz entre 1956 e 1958 e grande proprietário da Quinta da Picanceira na Picanceira. Onde desenvolveu técnicas inovadoras que permitiram que neste latifúndio se produzisse vinho inúmeras vezes premiado com destinação nunca inferior a 2º lugar na categoria dos vinhos da zona da estremadura, tanto na área do branco como no tinto.
Oficial General Português que contribuiu para o lançamento da lavoura na região oeste portuguesa fundando os Grémios da Lavoura, União das Cooperativas de Leite da Estremadura tendo sido um inovador nas suas terras contribuindo para o emprego e a lavoura.
Fundou o Hospital de Mafra. Chefiando como engenheiro representante do Estado também a obra de muitos dos principais edifícios da época do Estado Novo. Designadamente o hospital Santa Maria, o edifício do Técnico, do Instituto Português de Oncologia, entre outros.
Emírcio Teixeira Pinto morreu a 21 de abril de 1960, na sua terra natal, Vila Pouca de Aguiar.

## Condecorações[1]
- Oficial da Ordem Militar de Avis (14 de Novembro de 1935)
- Comendador da Ordem Civil do Mérito Agrícola e Industrial Classe Agrícola (28 de Dezembro de 1946)
- Comendador da Ordem Militar de Avis (6 de novembro de 1950)
- Grande-Oficial da Ordem Militar de Avis (29 de Setembro de 1958)
- Medalha de ?.ª Classe de Mérito Militar